# Steve Albini
Steve Albini, nacido Steven Frank Albini (Pasadena, California, 22 de julio de 1962 - Chicago, 7 de mayo de 2024), fue un ingeniero de sonido, cantante, compositor, guitarrista, productor, buceador y periodista musical estadounidense. Fue miembro de Big Black, Rapeman, Flour y Shellac, así como el fundador, propietario e ingeniero jefe de Electrical Audio, un estudio de grabación ubicado en Chicago. Como ingeniero de sonido, trabajó con muchos artistas importantes de la escena alternativa, como Nirvana, Pixies, PJ Harvey, entre otros.

## Biografía
En su juventud, la familia Albini se cambiaba de hogar a menudo, antes de asentarse en Missoula, Montana en 1974. Las pocas opciones de entretenimiento en Missoula influyeron en las futuras letras de canciones de Albini. En 1979, mientras se recuperaba de una lesión en la pierna, Albini aprendió a tocar el bajo. Sus primeras influencias musicales vinieron del punk rock gracias a un compañero de clase, convirtiéndose en fan de bandas como The Stooges, Ramones, Television, Suicide, Wire, The Fall, The Velvet Underground, The Birthday Party, Public Image Ltd. y Killing Joke.
Recibió clases de bajo en el instituto durante una semana y empezó a tocar en grupos. Tocó con el batería Joey Cregg, hijo del por entonces alcalde Bill Cregg, en la banda de punk Just Ducky, que rápidamente se disolvió.
Al terminar el instituto, Albini se mudó a Evanston, Illinois, donde estudió periodismo en la Northwestern University. En la zona de Chicago, Albini fue un activo escritor en revistas como Matter (y después en Forced Exposure de Boston), cubriendo la por entonces naciente escena punk rock, ganando una sólida reputación por su iconoclastia y la franqueza en su hablar que continúa hasta hoy. Durante esta época empezó a grabar a grupos, comenzando sus andanzas como ingeniero de sonido.

## Carrera musical

### Big Black (1982-1987)
En 1982, Albini funda Big Black, y roba por sí mismo el EP Lungs, manejando las labores de bajo, guitarra y canto, junto a Roland, una caja de ritmos. Jeff Pezzati y Santiago Durango entran en el grupo poco después, y el trío - junto a Roland - graban dos EP más: Bulldozer (1983) y Racer-X (1984). Pezzati es poco después reemplazado por Dave Riley, con quien graban dos álbumes: Atomizer (1986) y Songs about Fucking (1987), además del EP Headache (1987) y dos sencillos siete pulgadas: Heartbeat y He's a Whore/The Model. Big Black se gana la reputación de banda abrasiva, con altas dosis de sarcasmo e incorrección política en sus letras. Sin embargo, en medio de la cima de la popularidad de la banda, Big Black se separa, en 1987, antes de lanzar su álbum final, Songs about Fucking.

### Rapeman (1987-1989)
Albini forma Rapeman en 1987, junto a los ex Scratch Acid Rey Washam y David Wm. Sims. Se separan en 1989, después de lanzar un EP, Budd (1988), y un disco, Two Nuns and a Pack Mule (1988). También editan dos sencillos siete pulgadas, Hated Chinee b/w Marmoset y Inki's Butt Crack b/w Song Number One.
Luego de Rapeman, Albini se relaja y no forma una nueva banda por unos años, hasta 1992, año en que da vida a Shellac.

### Shellac (1992-2024)
Albini forma Shellac en 1992, junto a Bob Weston (de Volcano Suns) y Todd Trainer (de Rifle Sport, Breaking Circus y Brick Layer Cake). Luego, editan tres EP consecutivos: The Rude Gesture: A Pictorial History, Uranus y The Bird Is The Most Popular Finger. A este material le siguen los cuatro álbumes que, con un sonido angular, minimalista y nervioso, forman la discografía del grupo: At Action Park (1994), Terraform (1988), 1000 Hurts (2000) y Excellent Italian Greyhound (2007). Todos han sido editados primero en vinilo y más tarde en CD.

### Fallecimiento
Albini falleció en su hogar el día 7 de mayo de 2024 a causa de un infarto agudo de miocardio, fue encontrado muerto mientras estaba en su estudio de grabación "Electrical Audio" en su propio hogar en Chicago, Illinois. El motivo de su fallecimiento no se ha aclarado hasta el momento.

## Trabajo como productor
La principal ocupación de Albini fue como productor de discos. Sin embargo, a él no le gustaba este término y prefería no aparecer nombrado en los créditos del álbum, o, si es que la compañía insistía en acreditarlo, prefería ser referido como "ingeniero de sonido".
Una influencia clave en Albini fue el productor John Loder, que se hizo conocido en los setenta por grabar discos rápidamente y con bajo presupuesto, con una calidad y sensibilidad respetuosa con el sonido de la banda y su estética.
Como excepción en el gremio de los productores o ingenieros de su nivel, Albini no recibía ningún tipo de royalties por nada que haya grabado o mezclado, cobrando una especie de "tarifa plana" cuando graba en sus estudios. Gracias a esto, Electrical Audio es descrito por Michael Azerrad como "el estudio de primera clase más accesible que existe". De hecho, era conocido que Albini cobraba exclusivamente por su tiempo, dejando libre y gratuito uso de las instalaciones de Electrical Audio a amigos o músicos que respetaba y que quisieran dirigir su propia sesión de grabación.
Cuando graba a algún grupo, Albini toma en cuenta varios factores para determinar cuánto cobrará:

Cobro lo que sea que sienta que deba cobrar en ese mismo momento, basado en el presupuesto que pueda tener el grupo, lo simpáticos o no que sean sus componentes, el tamaño que tenga la discográfica, y si rockean o no...

Albini estimaba que había ayudado en la grabación de unos 1500 o 2000 discos; la mayoría de artistas oscuros y desconocidos. Sin embargo, también ha trabajado con artistas de gran fama, como Nirvana, The Breeders, Godspeed You! Black Emperor, Helmet, Robert Plant, Fred Schneider, The Stooges, Mogwai, The Jesus Lizard, Pixies, Don Caballero, PJ Harvey, Manic Street Preachers, Fun People, Jarvis Cocker, Bush, Joanna Newsom, Melt-Banana, Whitehouse,  The Frames, Jawbreaker, Low, Dirty Three, Cheap Trick, Slint, Zao y Neurosis. 
Según Albini, "poner a productores a cargo de una sesión de grabación frecuentemente destruye el disco resultante; el rol del ingeniero de sonido es resolver problemas relacionados con la grabación, y no amenazar el control de la banda sobre su propia música". En 2004, Albini explicó su opinión acerca de los productores de discos:

Siempre me ha ofendido cuando estaba en el estudio y el ingeniero de sonido o el productor empezaba a mandonear a la banda. Eso siempre me ha parecido un insulto horrible. La banda paga dinero para tener el privilegio de estar en un estudio de grabación, y normalmente cuando pagas por algo, tienes derecho a decidir cómo se hará. Así que, cuando empecé a trabajar como ingeniero de sonido profesional, me hice la idea en mi mente de que no quería ser así.

Sin embargo, los discos producidos por Albini presentan una marca distintiva. En Our Band Could Be Your Life, Michael Azerrad describe el trabajo de Albini en el Surfer Rosa de los Pixies, pero la descripción sirve para cualquier disco producido por Albini: "Las grabaciones fueron muy básicas pero exactas: Albini usó pocos efectos especiales... Tiene un sonido de guitarra agresivo y a veces violento, y Albini se hizo cargo de que la sección rítmica golpeara como una sola". Otra tendencia de Albini es mantener la voz a bajo volumen, en contraste a la música rock típica.
En In Utero, de Nirvana, se puede encontrar un típico álbum producido por Albini. Una práctica común en la música popular es grabar cada instrumento por separado, y luego mezclarlos. Sin embargo, Albini prefiere grabar "en vivo" lo más posible: la banda toca la canción al mismo tiempo, en la misma habitación. Albini considera importante la selección y el posicionamiento de los micrófonos para alcanzar un tipo de sonido deseado, incluyendo el posicionamiento de diferentes micrófonos a lo largo de la habitación para conseguir un sonido más natural de la banda.

## Opinión
Albini en Forced Exposure, 1986:

Me importan dos manchas de vómito de un viejo negro drogadicto sus tratos político-filosóficos, chicos. Me gusta el ruido. Me gusta el ruido fuerte que hace que mi cabeza dé vueltas. Quiero sentirlo azotándome como una maldita convulsión. Estamos tan impactados por nuestra patética existencia que lo necesitamos como un remedio.

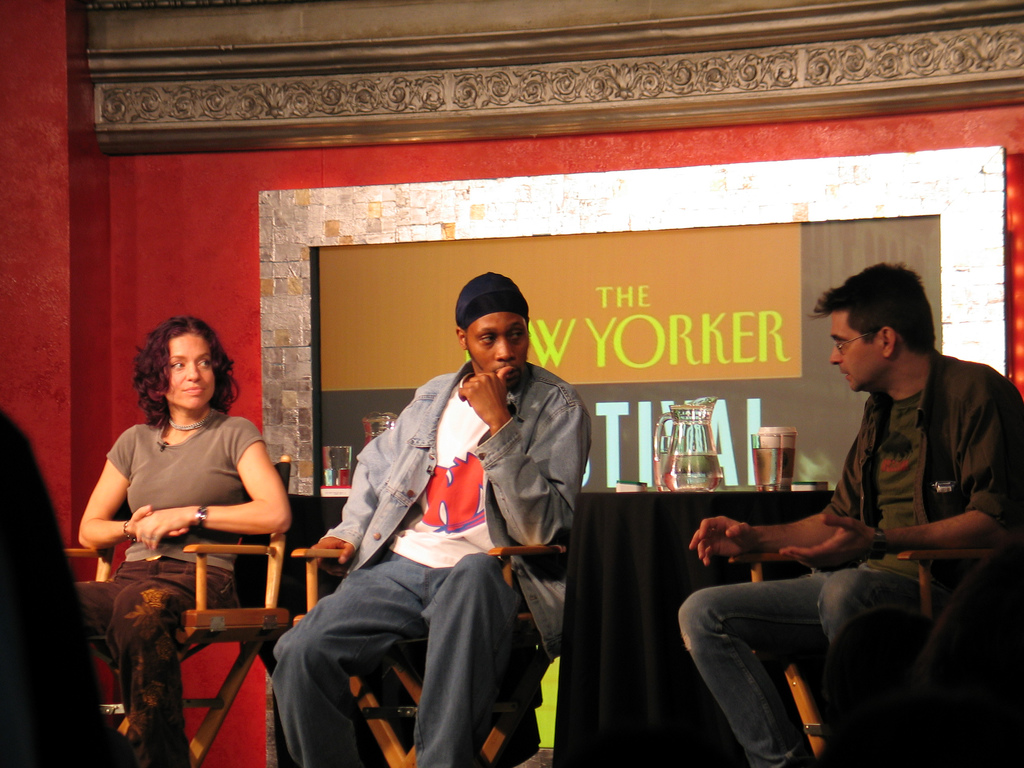
Ani DiFranco, RZA y Steve Albini en The New Yorker Festival, Septiembre 2005.

Albini es conocido en el mundo de la indie como un erudito que opina sobre la industria de la música o sobre las corrientes actualmente de moda. Albini empezó con sus primeros escritos en revistas como Matter y Forced Exposure, donde ya teorizaba sobre la pobre ética de las grandes discográficas, y de como sus prácticas se filtran hasta los sellos independientes. Ha sido un fuerte defensor de los sellos que han intentado romper con este molde, especialmente con Touch and Go Records; la mayoría de los lanzamientos de las bandas de Albini se lanzaron en esta discográfica. También opina que la grabación análoga es mejor que la digital, como se evidencia en la contraportada del CD de Big Black Songs about Fucking, que reza: "El futuro pertenece a los leales a lo análogo. Que le jodan al digital". Un CD que compilaba el LP Atomizer y el EP Headache fue lanzado con el título de The Rich Man's Eight Track Tape (en inglés, "La cinta de ocho pistas del hombre rico"), haciendo abundantemente clara su opinión. Además, Albini es un devoto fan del formato vinilo. Este aspecto como ferviente defensor de causas perdidas se ve reflejado también en su equipo como guitarrista, ya que exclusivamente utiliza una guitarra, una Travis Bean TB500, una guitarra peculiar por tener un mástil de aluminio, que otorga un sonido metálico. Además, son muy raras; del modelo que usa Albini solo se fabricaron 351 guitarras. El uso por parte de Albini de estas guitarras y la creciente popularidad de Shellac también ha provocado que se hayan revalorizado con el tiempo.

### Seguimiento
Albini es sujeto de una especie de tributo en la canción "Steve Albini", de la banda indie rock de Los Ángeles The Black Watch, incluida en su EP Seven Rollercoasters, de 1997. La canción de 1986 "Letter to a Fanzine", de Great Plains, catalogando la obsesión de los fanáticos de las bandas college rock de los 80's, incluye la línea "Ladies and gentlemen, Mr. Steve Albini" (en inglés, "damas y caballeros, el señor Steve Albini"). Una canción llamada "Steve Albini's Blues" aparece en el álbum de Songs: Ohia Didn't it Rain de 2002. Albini también fue canonizado en dos temas de Wesley Willis, "Steve Albini" y "Steve Albini (Reprise)".
Aunque no es exactamente un tributo, Albini es mencionado reiteradas veces estando "en colisión con los trenes de Virgin" en el tema de The Fall "50 Year Old Man", del álbum Imperial Wax Solvent.
La banda irlandesa de metal alternativo Therapy? llamó a un tema instrumental en su primer demo "Beefheart/Albini".
En marzo de 2010, el músico electrónico Kid606 lanzó Songs about Fucking Steve Albini, un álbum de "canciones de amor psicodélicas" hecho usando solo equipo analógico, como forma de tributo a Albini. El nombre del álbum es, obviamente, un juego de palabras con el último álbum de Big Black, Songs about Fucking. La versión de Songs about Fucking Steve Albini presenta un dibujo al estilo manga de Albini.